# Bladensburg
Bladensburg és una població dels Estats Units a l'estat de Maryland. Segons el cens del 2000 tenia 7.661 habitants.

## Demografia
Segons el cens del 2000, Bladensburg tenia 7.661 habitants, 3.121 habitatges, i 1.719 famílies. La densitat de població era de 2.987,8 habitants per km².
Dels 3.121 habitatges en un 31% hi vivien nens de menys de 18 anys, en un 27,8% hi vivien parelles casades, en un 20,7% dones solteres, i en un 44,9% no eren unitats familiars. En el 37,6% dels habitatges hi vivien persones soles el 10,6% de les quals corresponia a persones de 65 anys o més que vivien soles. El nombre mitjà de persones vivint en cada habitatge era de 2,45 i el nombre mitjà de persones que vivien en cada família era de 3,26.
Per edats la població es repartia de la següent manera: un 27,6% tenia menys de 18 anys, un 10,3% entre 18 i 24, un 34% entre 25 i 44, un 19,3% de 45 a 60 i un 8,7% 65 anys o més.
L'edat mediana era de 31 anys. Per cada 100 dones de 18 o més anys hi havia 85,2 homes.
La renda mediana per habitatge era de 34.966 $ i la renda mediana per família de 41.394 $. Els homes tenien una renda mediana de 30.969 $ mentre que les dones 28.538 $. La renda per capita de la població era de 17.046 $. Entorn del 7,5% de les famílies i l'11,8% de la població estaven per davall del llindar de pobresa.

## Poblacions més properes
El següent diagrama mostra les poblacions més properes.